# 博克龍省
博克龍省 （Boquerón）是巴拉圭的一個省，位於該國西部，是巴拉圭面积最大的省，面積91,669平方公里，但是只有人口45,617人（2002年普查）。省内有两个俄羅斯門諾派教徒的居民点。首府菲拉德菲爾亞。
巴拉圭的西部地区虽然只有全国人口的2%，但是出产全国65%的奶和肉。门诺派教徒的居民点使用高科技获得了这样的高农业生产率。
1945年原来的博克龍省被分为博克龍省和新亚松森省，1992年两省又合并。

## 地理
博克龍省位于巴拉圭西部地区的北部，南纬20°06'和23°50'与西经50°20'和62°40'之间。

### 边境
向北是上巴拉圭省，两省之间的边境是一根两个过去的要塞之间的直线以及一段铁路线。
向南隔皮科马约河与阿根廷相邻。
向东是阿耶斯總統省，两省间的边界是一段公路和一条直线。
向西通过一条虚设的直线与玻利維亞相邻。

## 自然环境
博克龍省是巴拉圭最干旱的地区，它只有一些小河，而且这些河流的河床往往也是干的。这里很少下雨，一旦下雨的话则会发大水。省北部每年平均降雨量为350毫米，南部可达850毫米。
当地的树矮小多刺，此外还有灌木和仙人掌，尤其在省的北部有沙丘和小山。一些当地人的数种面临灭绝的危险。

## 气候
年平均气温为摄氏25度，平均降水量为400毫米。夏季的气温是巴拉圭最高的。

## 人口
博克龍省是巴拉圭目前人口增长最快的省，人口增长率达12.4%。省内有门诺派教徒、巴拉圭人、巴西人和其他外来人。
根据2002年的国家人口普查博克龍省有45,617名居民，大多数是美洲土著人，占总人数的43.7%（19,945人）。巴拉圭大多数土著人生活在博克龍省。

## 县和省政府
博克龍省分三个县。
至1994年12月18日为止博克龍省还只有一个县，菲拉德菲爾亞是2006年12月加入的，并成为该省省会。博克龍省县政府有四名成员，加上40名顾问。
省政府管理下有两座高校、一座农业学校、一座医院和属于农业和牧牛部的水资源管理局。此外它还有一个健康和教育秘书处、一个自然环境秘书处和一个美洲土著人事务秘书处以及公共建筑、妇女事物、儿童和青年秘书处。

## 教育
博克龍省有160个教育设施、9000名学生和450多名教师，其中包括私人设施和一座职业学校。根据2002年的普查文盲率低于20%。
对于学生和教师来说距离是一个主要问题。有时去学校路很远，因此很困难，因此也有人退学。此外学校里的教师也不够多。

15岁以上能够写字的居民有21,482人。

## 医疗
博克龍省有四座私人医院、一座地区性医院和一个妇女儿童中心。
土著人通过私人医疗获得治疗。他们中有些有医疗保险，但不是所有人都有。全省有23个医疗中心，每一万居民有8.8个病床。
门诺派教徒有自己的私人医疗保险，在这方面的组织非常好。由于当地22%的人生活贫困医疗方面是一个重要的基本需要。

## 经济
养牛是博克龍省最大的财政来源，出口的主要是奶制品和肉。全省有4500名牧场主和90万头牛。每年产45至50万升奶。
省内还有相当规模的制造马鞍和鞋的工业。在农业方面主要产品有香蕉、柠檬、橘、橙、豆、番薯、洋葱、南瓜、玉米、花生等。

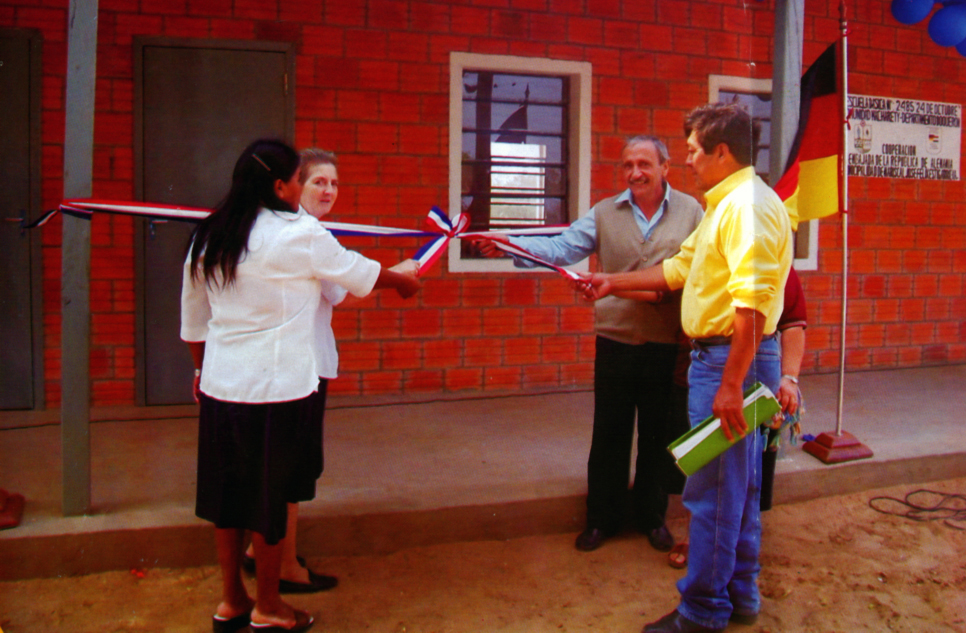
为学校剪彩

## 通讯和交通
博克龍省有120千米铺设的公路，大多数公路没有铺设，这使得交通非常不便。在博克龍省旅行很不方便，旅行的人要自己带好足够的饮水、食物、燃料和急救包。
门诺派社群使用自己的资源保持他们使用的道路，其中包括每年3800千米道路。他们对这个地区也很熟悉。
博克龍省内有一能够被各种飞机使用的机场。
在一些地方电视、网络和手机可以使用。但是也有的地方无法使用这些通讯方法。内地的土著人没有采纳现代技术。
电台是最重要的通讯工具。省内有两个电台和两个地方性的电台。

## 旅游
农村和生态旅游在博克龍省越来越普及，在这里旅游者可以看居民点的人的生活和适应。许多旅游者和学者来这里的土著人村落和养牛和其它工业居民点。
一些大厦谷战争时期留下来的要塞也是旅游点。

## 标志
博克龍省有自己的省旗、省徽和省歌。这些标志是1995年9月29日正式制定的。